# 裂萼大乌泡
裂萼大乌泡（学名：Rubus multibracteatus var. lobatisepalus）为蔷薇科悬钩子属下的一个变种。

## 扩展阅读
- 維基物種上的相關：裂萼大乌泡